# ستانلي هال
ستانلي هال هو سياسي كندي، ولد في 14 أغسطس 1888، وتوفي في 21 أغسطس 1962 في ميلتون في كندا. حزبياً، نشط في حزب أونتاريو المحافظ التقدمي. وقد انتخب عضو برلمان مقاطعة أونتاريو.